# Scorzoneroides montana
Scorzoneroides montana là một loài thực vật có hoa trong họ Cúc. Loài này được (Lam.) J.Holub miêu tả khoa học đầu tiên năm 1977.